# Huhtamäki
Huhtamäki est une entreprise finlandaise spécialisée dans l'emballage. Huhtamäki est une entreprise historiquement liée à la confiserie, ayant diversifié ses activités au point d'être considérée comme un conglomérat, avant de se concentrer dans le secteur de l'emballage.

## Actionnaires
Les actionnaires principaux au 31 décembre 2018:
| Actionnaire                                 | %       |
| ------------------------------------------- | ------- |
| Fondation culturelle finlandaise            | 11,14 % |
| Varma                                       | 4,38 %  |
| Huhtamäki Oyj                               | 3,18 %  |
| Ilmarinen oy                                | 2,34 %  |
| Keva                                        | 1,49 %  |
| Odin Norden                                 | 1,25 %  |
| Société de littérature suédoise en Finlande | 0,94 %  |
| Fonds de pension d'État finlandais          | 0,93 %  |
| Propriété étrangère                         | 43,38 % |